# Parolpium minor
Parolpium minor es una especie de arácnido del orden Pseudoscorpionida de la familia Olpiidae.

## Distribución geográfica
Se encuentra en Uganda  y el sur de África.